# Athanase de Meester
Pour les autres membres de la famille, voir Famille de Meester.
Alphonse Antoine (dit Athanase) de Meester de Terwangne (Anvers, 13 juin 1829 - Hombeek, 30 novembre 1884) est un homme politique belge.

## Biographie
Athanase de Meester est le fils de Pierre-Jean de Meester (1790-1847), bourgmestre de Leest et de Hombeek, et de Catherine Geelhand (1798-1846). Il épouse Eudolie de Terwangne (1831-1875), fille du baron Prosper de Terwangne. Une de leurs filles épousera le comte Maurice de Ramaix.
Héritier du château de Hombeeck, Athanase de Meester devient président de l'administration des Hospices d'Anvers et administrateur de la Société royale d'horticulture d'Anvers. 
Il est élu membre du Sénat en 1884.

## Sources
- Oscar COOMANS DE BRACHÈNE, État présent de la noblesse belge, Annuaire 1994, Brussel, 1994.
- Jean-Luc DE PAEPE & Christiane RAINDORF-GERARD, Le Parlement belge, 1831-1894. Données biographiques, Brussel, 1996.